# Rennfast
Rennfast var navnet på projektet med fastlandsforbindelse til Rennesøy kommune, nord for Stavanger i Rogaland. 
Vejforbindelsen er en del af den norske del af Europavej 39 og forbinder Rennesøy, Mosterøy, Bru, Sokn, Vestre Åmøy i Rennesøy kommune, samt Austre Åmøy i Stavanger kommune, til fastlandet ved Randaberg. Den blev åbnet 30. november 1992 og består af 29,9 km vej. Totalomkostningen var 770 millioner kroner som var helfinansieret af bompenge. Rennfast blev bygget af Rogaland Contractors og Statens vegvesen.
Fra åbningen var der været bompenge på Sokn i Rennfast, men 15. marts 2006 var forbindelsen nedbetalt og frem til 28. juli blev bompengene brugt til at finansiere Finnfast, en videre forbindelse til Finnøy. 
Der er to tunneler i Rennfeast. Byfjordtunnelen er 5.875 meter og går 223 meter under havet. Mastrafjordtunnelen er 4.424 meter og går 133 meter under havet. Det er også to broer som er en del af Rennfast. Askjesund bru og Åmøy bru.
Rennfast har færge mellem Mortavika og Arsvågen (25 min. 2 ture/time). 
Omtrent halvdelen af trafikken i Rennfast er lokaltrafik.